# Фернандо Соланас
Фернандо Езекијел Соланас (шп. Fernando Ezequiel Solanas; Оливос, 16. фебруар 1936 — Париз, 6. новембар 2020) био је аргентински филмски режисер, текстописац и политичар.
Соланас је студирао позориште, музику и права. У 1962. години, режирао је кратки филм Seguir andando, а 1968. је тајно режирао свој први дугометражни филм La Hora de los Hornos, документарац који се бавио неоколонијализмом и насиљем у Латинској Америци. Филм је добио неколико међународних награда широм света.

## Политичко ангажовање
Подржавао је Перона, а од 1976. до 1983. године налазио се у егзилу у Паризу.
Снимао је политичке филмове у којима је критиковао Карлоса Менема, председника Аргентине. Три дана након јавне критике, 21. маја 1991, Соланас је био жртва напада током кога је био погођен са 6 метака у ноге. Упркос нападима и инвалидитету, Соланас је наставио да буде још активнији у политици, кандидујући се за сенатора Буенос Ајреса, добивши 7% гласова 1992. године.
У октобру 2007. Соланас је био кандидат на председничким изборима када добио свега 1,58% гласова, а 2009. био је изабран за посланика града Буенос Ајреса када је његова партија била друга са 24,2%.

## Филмографија
- (2009)
- (2008)
- (2007)
- (2005)
- (2004)
- (2001)
- (1998)
- (1992)
- (1988)
- (1985)
- (1980) снимљен у Паризу
- (1972)
- (1971)
- (1971)
- (1969)
- (1968)
- (1963) (кратки)
- (1962) (кратки)